# Fedtsyremetabolisme
Fedtsyremetabolisme eller fedtsyrestofskiftet er kroppens samlede behandling af fedt. Dette består både af fedtnedbrydning og fedtdannelse, hhv. lipolyse og lipogenese. 

## Lipolyse
Lipolyse (af lipo: fedt og lysis: opløsning), er udvinding af energi ved nedbrydning af fedt.
Esterbindingen i triacylglycerol hydrolyseres, og der dannes frit glycerol og 3 frie fedtsyrer.
Glycerol frigives til blodet, hvorfra leveren optager og omdanner det til dihydroxyacetonefosfat og lader det indgå i glukoneogenesen eller glykolysen.
Når først fedtsyren er fjernet, fortsætter nedbrydningen. Den lipase, der fjerner den første fedtsyre, er derfor kontrolleret hormonelt, måske via leptin og glukagon.
Den aktiverede fedtsyres 3. carbon-atom, beta-carbon, oxideres så der dannes en dobbelt binding mellem 2. og 3. C-atom. Oxidationen medfører en reduktion af FAD til FADH2.
Denne dobbeltbinding hydreres, og der dannes en sekundær alkohol.
Ved hjælp af en dehydrogenase og NAD+ dannes en oxogruppe.
Ved hjælp af CoA spaltes bindingen mellem beta- og alpha-carbonet. Fedtkæden er nu to carbonatomer kortere, og der er frigivet AcetylCoA.
Processen kan nu begynde forfra.
Da der altid fjernes 2 carbonatomer vil det sidste CoA-derivat ved ulige antal C-atomer indeholde 3 C-atomer og ikke to. Denne tre carbon lange CoA enhed kaldes propionylCoA og kan bruges i glykoneogenesen.
Beta-oxidationen er formentligt substratreguleret, dvs. mængden af fedtsyre og CoA, samt NAD+ og FAD.
Den hastighed, som citronsyrecyklus bruger acetylCoA med, har betydning for, hvor hurtigt CoA bliver tilgængeligt igen. 
Store mængder malonylCoA hæmmer CAT 1 og mindsker dermed den tilgængelige mængde fedtsyrer. Dette hænger sammen med insulinkoncentrationen.[kilde mangler]
Beta-oxidationen sker i mitokondriets indre membran.

## Lipogenese
Lipogenese (af lipo: fedt og genese: skabelse) er dannelsen af fedt ud fra kulhydrater eller aminosyrer. 
Fedt, her tænkes især på triglycerid, har høj energitæthed og lille vandindhold og er derfor fremragende som et langtidsdepot for energi.
Lipogenesen eller fedtsyresyntesen sker i cytosolen – i et multifunktionelt enzym "mammalian fatty acid synthase" -- "pattedyrs fedtsyresyntase".
AcetylCoA binder sig til enzymet—på den såkaldte PhP-plads. Acetylgruppen overføres herefter til en cystein sidekæde i enzymet—cys-pladsen.
Herefter kan tilføres MalonylCoA til PhP-pladsen, og acetylgruppen fra Cys-pladsen kobles på malonylgruppen.
Oxogruppen—resten af carboxylsyregruppen fra acetyl -- reduceres nu.
Den spæde fedtsyre overføres nu til cys-pladsen og en ny malonylCoA tilføres PhP-pladsen.
Den spæde fedtsyre på cys-pladsen kobles nu på malonylkæden —carbondioxid fraspaltes, og endnu engang reduceres oxalogruppen væk — den fra fedtsyren ikke carboxylsyre gruppen på malonyl. 
Endnu engang overføres den voksende fedtsyre til cys-pladsen, og en ny malonyl anbringes på PhP-pladsen. Dette gentages til fedtsyren er 16-carbonatomer langt, herefter frigives den. Denne 16 carbon, mættede fedtsyre kaldes palmitinsyre.
Andre ikke-essentielle fedtsyrer kan dannes fra palmitinsyre både længere, kortere og umættede fedtsyrer, kun kan de ikke være umættede tættere på metyl-enden end carbon-7 talt fra metyl-enden.
Tre nydannede fedtsyrer kan kobles på et glycerol-molekyle, så der dannes triglycerid.
Dette sker ved, at dihydroxyacetone reduceres til glycerol-3-fosfat -- samme mekanisme som i glycerolfosfatshuttlen -- på carbon 1 kan nu kobles en fedtsyre. Efterfølgende kan en fedtsyre kobles på carbon 2, og fosforgruppen fjernes. Nu haves diacylglycerol. Hvis den sidste OH-gruppe også esterficeres med en fedtsyre, haves triacylglycerol, også kaldet triglycerid.
Triacylglycerol dannes i fedtceller, leverceller og muskelceller i den sidstnævnte dog kun til eget forbrug.